# Vogeltown (Tanaraki)
Vogeltown est une banlieue de la cité de New Plymouth, située dans l’ouest de l’île du Nord de la Nouvelle-Zélande.

## Situation
Elle est localisée dans le sud-est du centre de la cité et à l’est de la banlieue de Frankleigh Park.

## Toponymie
La banlieue fut dénommée d’après Sir Julius Vogel premier ministre de Nouvelle-Zélande dans les années 1870.

## Éducation
- L’école de Vogeltown School[3] est une école contribuant au primaire (allant de l’année 1 à 6) avec un taux de décile de 6 et un effectif de 298 élèves en 2015[4].

L’école fut établie dans des locaux temporaires en juillet 1915 et se déplaça vers son propre site en mai 1919.
- L’école ‘New Plymouth Seventh Day Adventist School’  est une école intégrée au public, assurant tout le primaire (allant de l’année 1 à 8) avec un taux de décile de 8 et un effectif de 36 élèves en 2015[6]

Les deux écoles sont mixtes.

## Autres lectures

### Églises

#### Méthodiste
- (en) Vogeltown Methodist Church: a brief history, New Plymouth, [N.Z.], Vogeltown Methodist Church, 1974

### Écoles
- (en) Vogeltown School 1915-1990, New Plymouth, [N.Z.], Vogeltown School Committee, 1990

- (en) History of Vogeltown School: 1915-1965, New Plymouth, [N.Z.], The School, 1966

- (en) Towards a more informed vision: creating an environment for quality learning, Palmerston North, [N.Z.], Palmerston North College of Education, 1983

- New Zealand Gazetteer